# 大舌勲
大舌 勲（おおした いさお、1959年（昭和34年）5月2日 - ）は、日本の政治家。岡山県井原市長（2期）。

## 来歴
井原市立野上小学校、井原市立井原中学校卒業。1978年（昭和53年）3月、岡山県立井原高等学校卒業。同年4月、井原市役所に入庁。総務部次長、教育委員会教育次長などを歴任。
2018年（平成30年）3月、退職。同年4月20日、任期満了に伴う井原市長選挙に出馬する意向を表明。9月2日に行われた市長選挙で4選を目指した現職の瀧本豊文を破り、初当選を果たした。9月16日、市長就任。
※当日有権者数：34,732人 最終投票率：58.08%（前回比：－9.93pts）
| 候補者名 | 年齢 | 所属党派 | 新旧別 | 得票数   | 得票率 | 推薦・支持 |
| -------- | ---- | -------- | ------ | -------- | ------ | ---------- |
| 大舌勲   | 59   | 無所属   | 新     | 12,078票 | 60.24% |            |
| 瀧本豊文 | 62   | 無所属   | 現     | 7,972票  | 39.76% |            |